# Pseudonemacladus oppositifolius
Pseudonemacladus oppositifolius är en klockväxtart som först beskrevs av Benjamin Lincoln Robinson, och fick sitt nu gällande namn av Mcvaugh. Pseudonemacladus oppositifolius ingår i släktet Pseudonemacladus och familjen klockväxter. Inga underarter finns listade i Catalogue of Life.